# صورت مغایرت بانکی
صورت مغایرت بانکی، (به انگلیسی: Bank Reconciliation) اختلاف‌های موجود بین صورت حساب بانک و دفاتر مؤسسه را تبیین می‌نماید. معمولاً این اختلافات از چهار عامل عمده ناشی می‌شود: نخست چک‌های معوق در دست مردم که به بانک برده نشده‌است. دوم مبالغ ارسال شده به حساب بانک که در تاریخ تطبیق به بستانکار بانک منظور نشده‌است. سوم برداشت‌های بانک که اعلامیه آن‌ها نرسیده باشد و چهارم اشتباهات بانک یا مؤسسه.

### روش حسابداری صورت مغایرت بانکی و تهیه آن
اما برای تهیه این لیست از حسابداری صورت مغایرت بانکی از چه روش‌هایی می‌بایست مدد جست؟ همان‌طور که یادآور گشتیم متولیان امور حسابداری در پایان هر ماه می‌بایست به بررسی و وجوه تفاوت میان اقلام ثبت و ضبط شده در حساب بانکی دفاتر امور مالی شرکت‌ها با اقلام ثبت و ضبط شده در صورت حساب بانکی روی آورند که این مراحل را معمولاً بانک‌ها در پایان هر ماه تحویل مشتریان خود می‌دهند. با یک بررسی سرانگشتی محاسبه دقیق می‌توان به ضرس قاطع اذعان داشت که معمولاً مانده حساب بانک در دفاتر شرکت با مانده حساب در صورت حساب بانکی مغایرت دارد و مبلغ یکسانی را از آن نمی‌توان برداشت نمود.
در این راستا وظیفه حسابداران است که در پایان هر ماه این مبالغ متفاوت و مغایر ثبت شده را در اسرع وقت بررسی نمایند تا به علت و عوامل این تغییرات دست یابند. فرایند اجرای تطبیق بین این صورت حساب‌های متفاوت از طریق صورت مغایرات بانکی مورد بررسی و انجام واقع می‌گردد.